# Ulrich Hirtzbruch

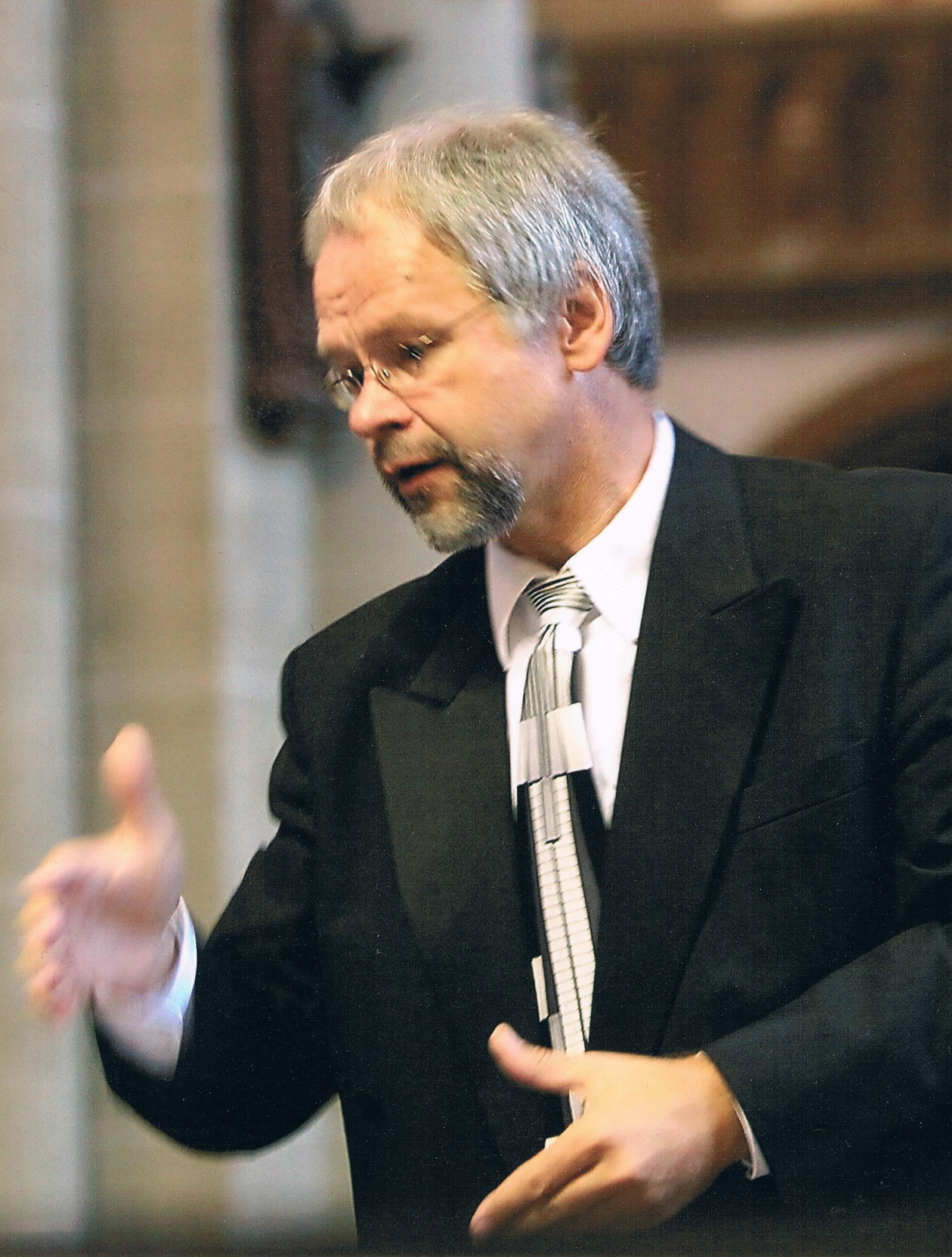
Ulrich Hirtzbruch (2012)

Ulrich Hirtzbruch (* 14. März 1958 in Plettenberg) ist ein deutscher Kirchenmusiker und Hochschullehrer. Von 2005 bis 2018 war er Landeskirchenmusikdirektor der Evangelischen Kirche von Westfalen.

## Werdegang
Ulrich Hirtzbruch wuchs in Hagen-Berchum auf. Von 1965 bis 1968 besuchte er die Evangelische Volksschule in Berchum, von 1968 bis 1977 das Städtische Gymnasium in Hohenlimburg. Ab seinem zehnten Lebensjahr bekam er Klavierunterricht bei Kirchenmusikdirektor Georg See, Kantor und Organist an der Evangelisch-lutherischen Stiftskirche in Elsey, vom vierzehnten Lebensjahr an auch Orgelunterricht, und noch während seiner Schulzeit absolvierte von 1974 bis 1976 eine kirchenmusikalische Ausbildung mit C-Prüfung in Hagen.
Nach dem Abitur bereitete sich Hirtzbruch von Herbst 1977 bis Frühjahr 1978 im Rahmen von zwei Praktika auf ein Studium im Fach Maschinenbau vor. Während des sich anschließenden achtzehnmonatigen Zivildiensts beim Ev.-Freikirchlichen Jugendwerk Westfalen im „Jugendheim auf dem Ahorn“ in Nachrodt-Wiblingwerde entschied er sich gegen ein Maschinenbaustudium und für ein Studium der Evangelischen Kirchenmusik.
Ab 1979 studierte er an der Westfälischen Landeskirchenmusikschule (seit 1991 Hochschule für Kirchenmusik der Evangelischen Kirche von Westfalen) in Herford; das B-Examen legte er 1983 ab, das A-Examen 1986. Berufsbegleitend schloss er ab 1993 ein Studium an der Saxion Musikhochschule Enschede mit abschließender Künstlerischer Reifeprüfung für Orgel (Uitvoerend Musicus) im Sommer 1996 an.

## Tätigkeit als leitender Kirchenmusiker und Hochschullehrer
Seit 1987 war Hirtzbruch als Kantor der Evangelischen Kirchengemeinde Gronau (Westf.) und als Kreiskantor im Kirchenkreis Steinfurt-Coesfeld-Borken tätig. Während dieser Zeit setzte er Akzente sowohl in der Pflege der traditionellen Kirchenmusik als auch im Bereich des neuen geistlichen Liedes und der Gospelmusik. 1992 gehörte er zu den Initiatoren der „Gronauer Kirchenmusiktage“ und gründete das Gronauer Vokalensemble; er baute ab 1995 den Gospelchor Soulful Swinging Singers auf und unterhielt eine Partnerschaft zu Chorgruppen in New Orleans. 2005 wurde er zum Landeskirchenmusikdirektor der Evangelischen Kirche von Westfalen mit Sitz in Bielefeld berufen. Bis 2008 war er noch teilweise in Gronau und im  Kreiskantorat tätig. Er leitete von 2010 bis 2018 zudem die Bläser der Christuskirche Herford. Unter seiner Leitung nahm das Ensemble wiederholt am Deutschen Orchesterwettbewerb teil und errang mehrfach einen ersten Preis. Dazu entstanden zahlreiche Bearbeitungen sowie Kompositionen für Blechbläser, die wiederholt auch beim Abschlusskonzert des Herforder Orgelsommers zur Aufführung kamen.
Als Landeskirchenmusikdirektor wirkte Ulrich Hirtzbruch mit bei der Weiterentwicklung der Hochschule für Kirchenmusik der Evangelischen Kirche von Westfalen, die seit 2016 in Witten einen zweiten Standort mit Fokussierung auf die Studiengänge Bachelor Evangelische Kirchenmusik Popular – und seit Herbst 2020 auch Master Evangelische Kirchenmusik Popular – unterhält. 2008 erhielt er eine Berufung an diese Hochschule, wo er in Herford als Professor zunächst Musikgeschichte, später Orgelliteraturspiel und Liturgisches Orgelspiel im Rahmen der Studiengänge Bachelor und Master für klassische Kirchenmusik unterrichtet. Sein Amt als Landeskirchenmusikdirektor übte er im Rahmen einer Freistellung bis März 2018 gleichzeitig aus. Seit Mai 2018 amtiert er als Prorektor der Hochschule.

## Veröffentlichungen
- Zwischen Beruf und Berufung – die Kantorin/der Kantor. In: Silke Eilers: Klang der Frömmigkeit. Luthers musikalische Erben in Westfalen. Ausstellungskatalog LWL-Museumsamt für Westfalen. Münster 2016, ISBN 978-3-927204-87-4, S. 154–169.
- Mit Oliver Schwarz-Roosmann: Das Wort ward Klang. Wochensprüche vertont. Strube Verlag, o. O. 2009.